# Campo Ligure
Campo Ligure is een gemeente in de Italiaanse provincie Genua (regio Ligurië) en telt 3103 inwoners (31-12-2004). De oppervlakte bedraagt 23,8 km², de bevolkingsdichtheid is 138 inwoners per km².
De volgende frazioni maken deel uit van de gemeente: Testana, Vexina, Salto.

## Demografie
Campo Ligure telt ongeveer 1448 huishoudens. Het aantal inwoners daalde in de periode 1991-2001 met 5,9% volgens cijfers uit de tienjaarlijkse volkstellingen van ISTAT.
| Jaar | Inwoneraantal |
| ---- | ------------- |
| 1991 | 3369          |
| 2001 | 3170          |

## Geografie
De gemeente ligt op ongeveer 342 m boven zeeniveau.
Campo Ligure grenst aan de volgende gemeenten: Bosio (AL), Masone, Rossiglione, Tiglieto.

## Externe link

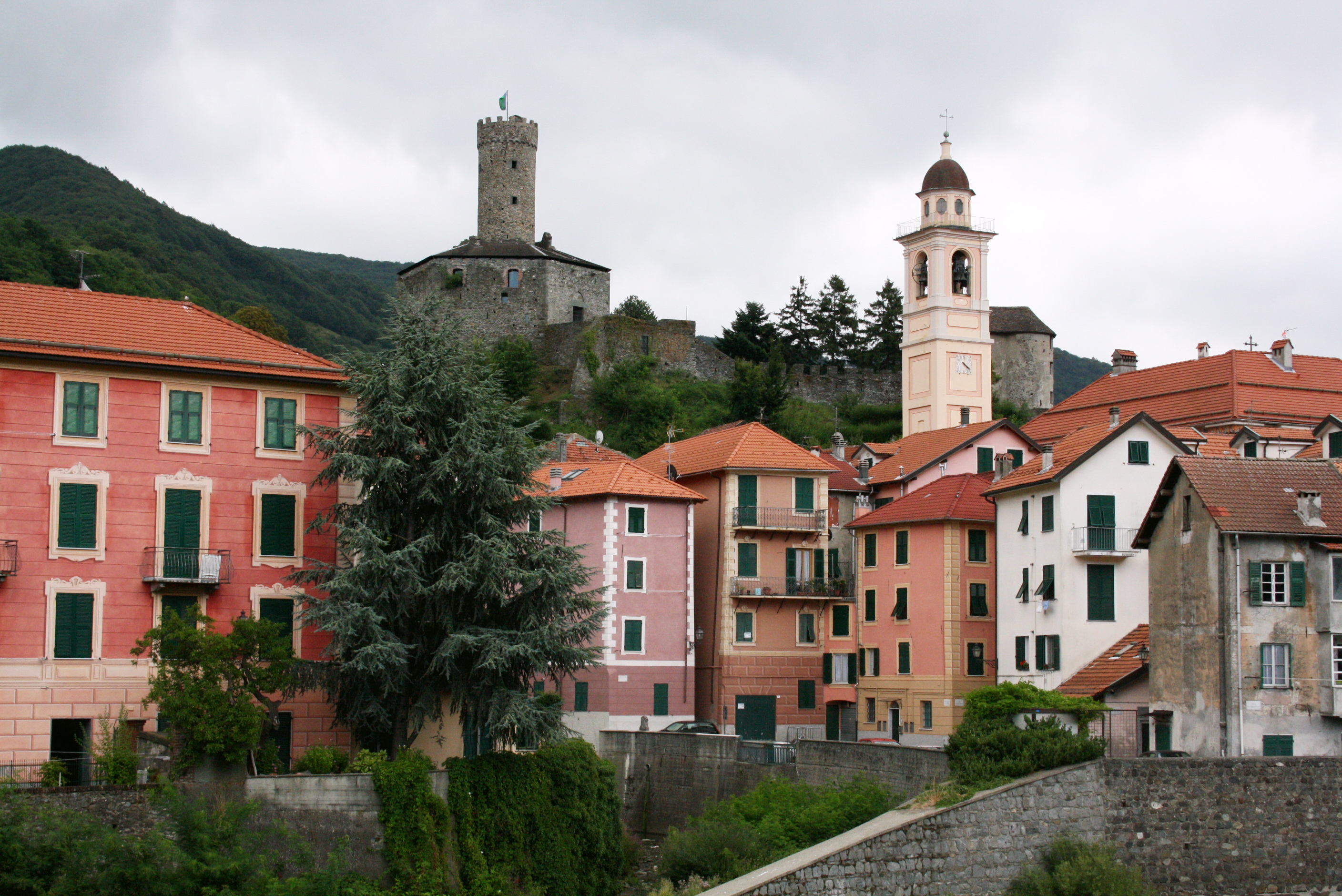
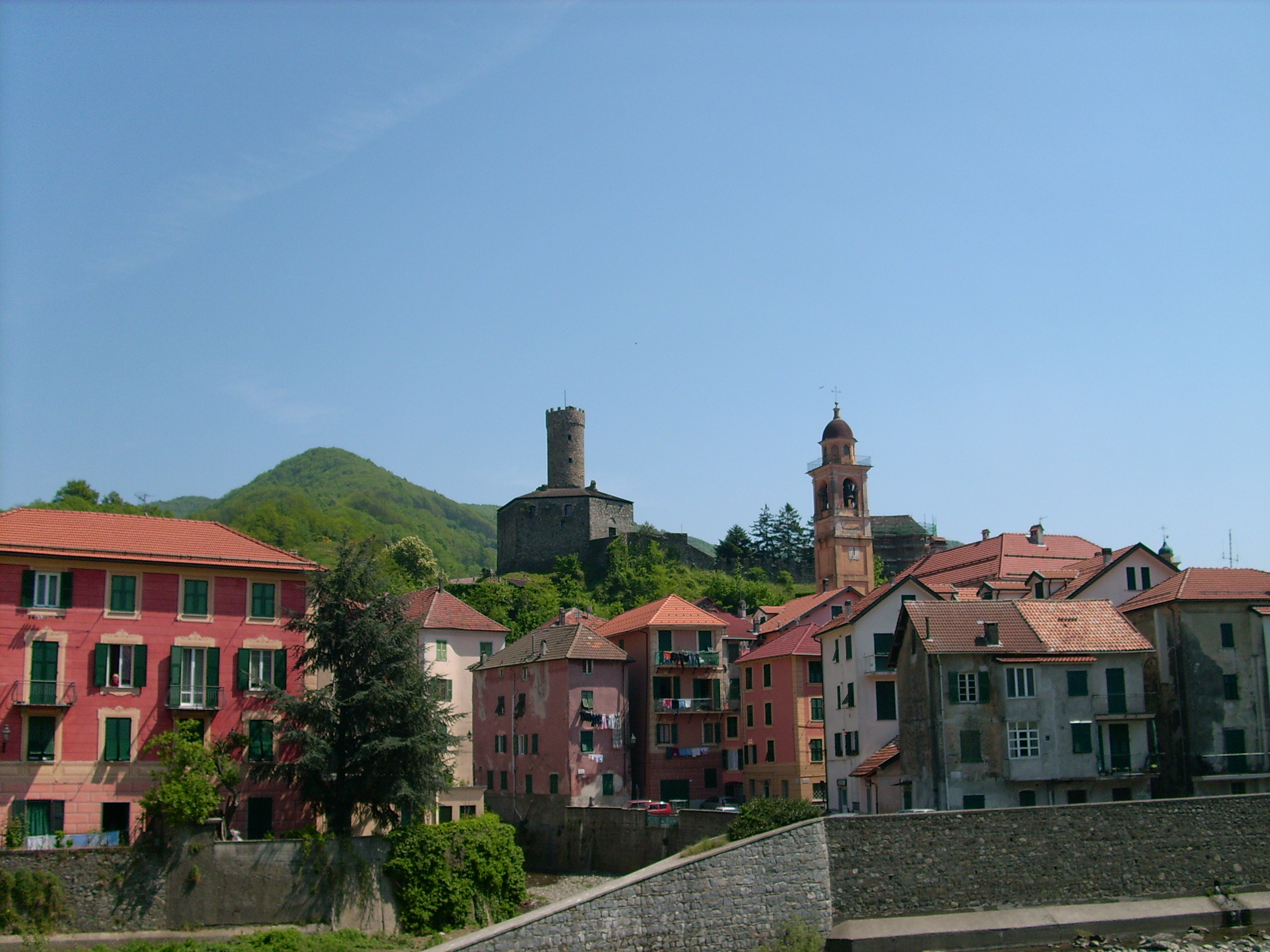
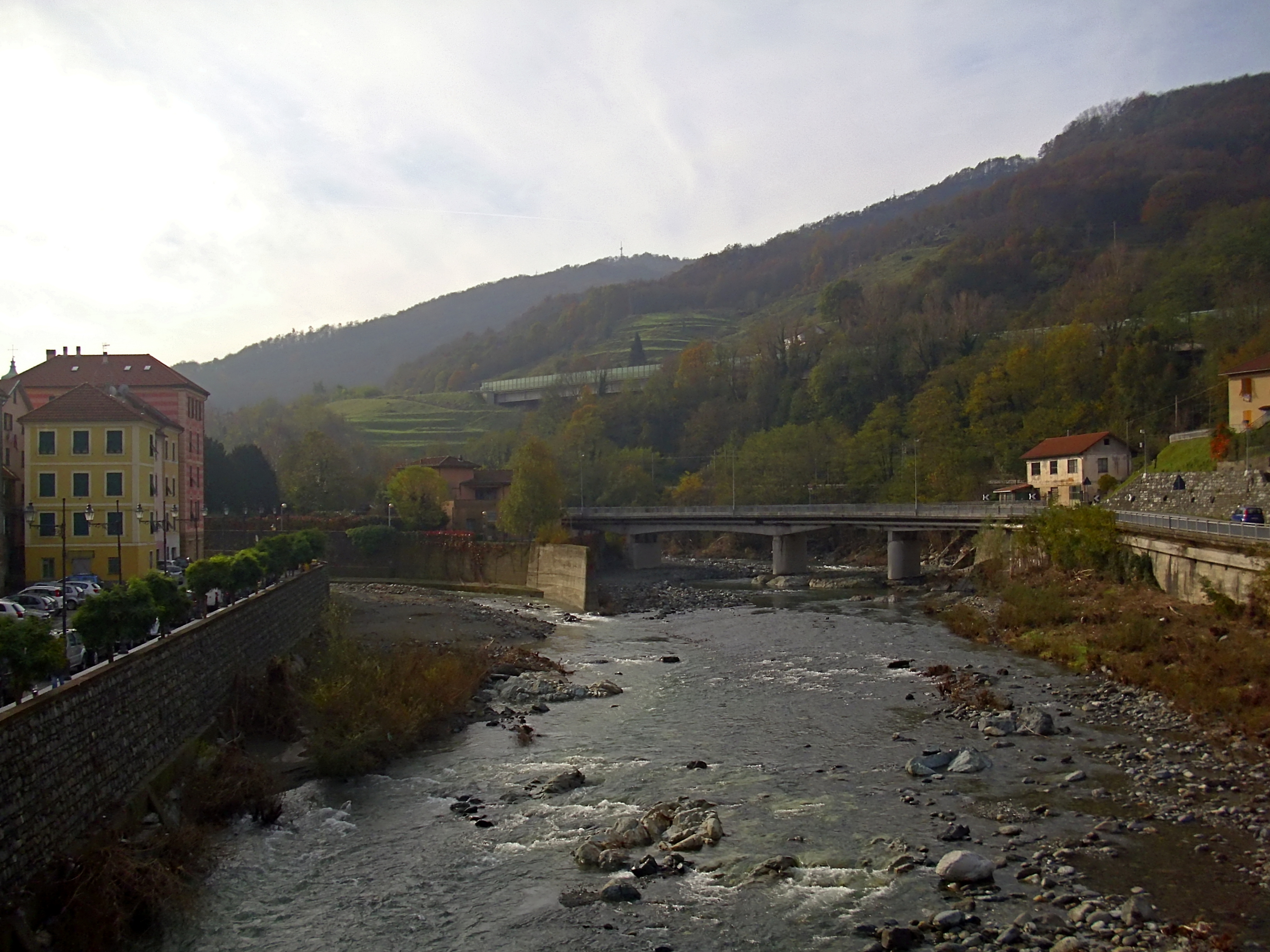
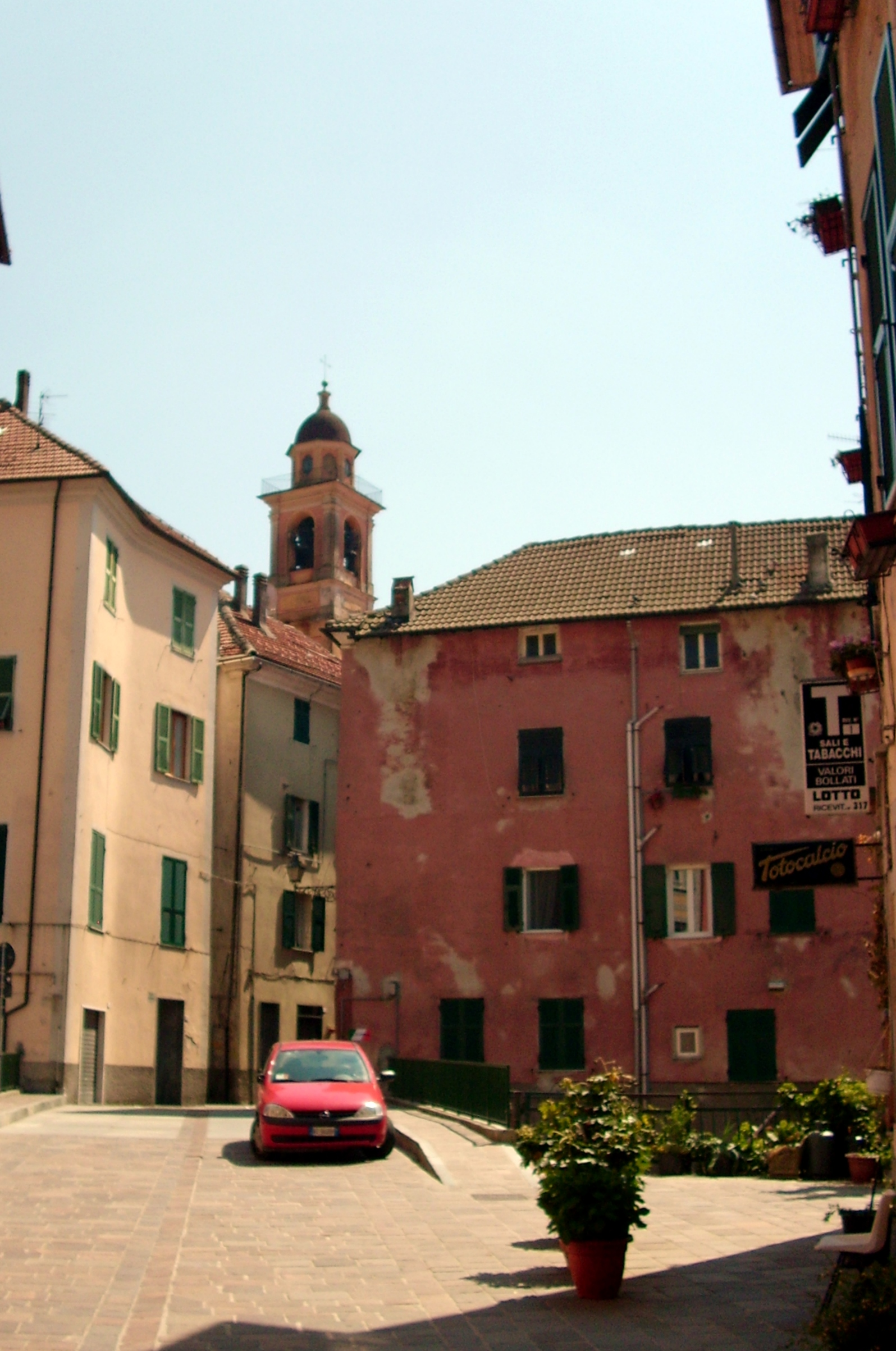
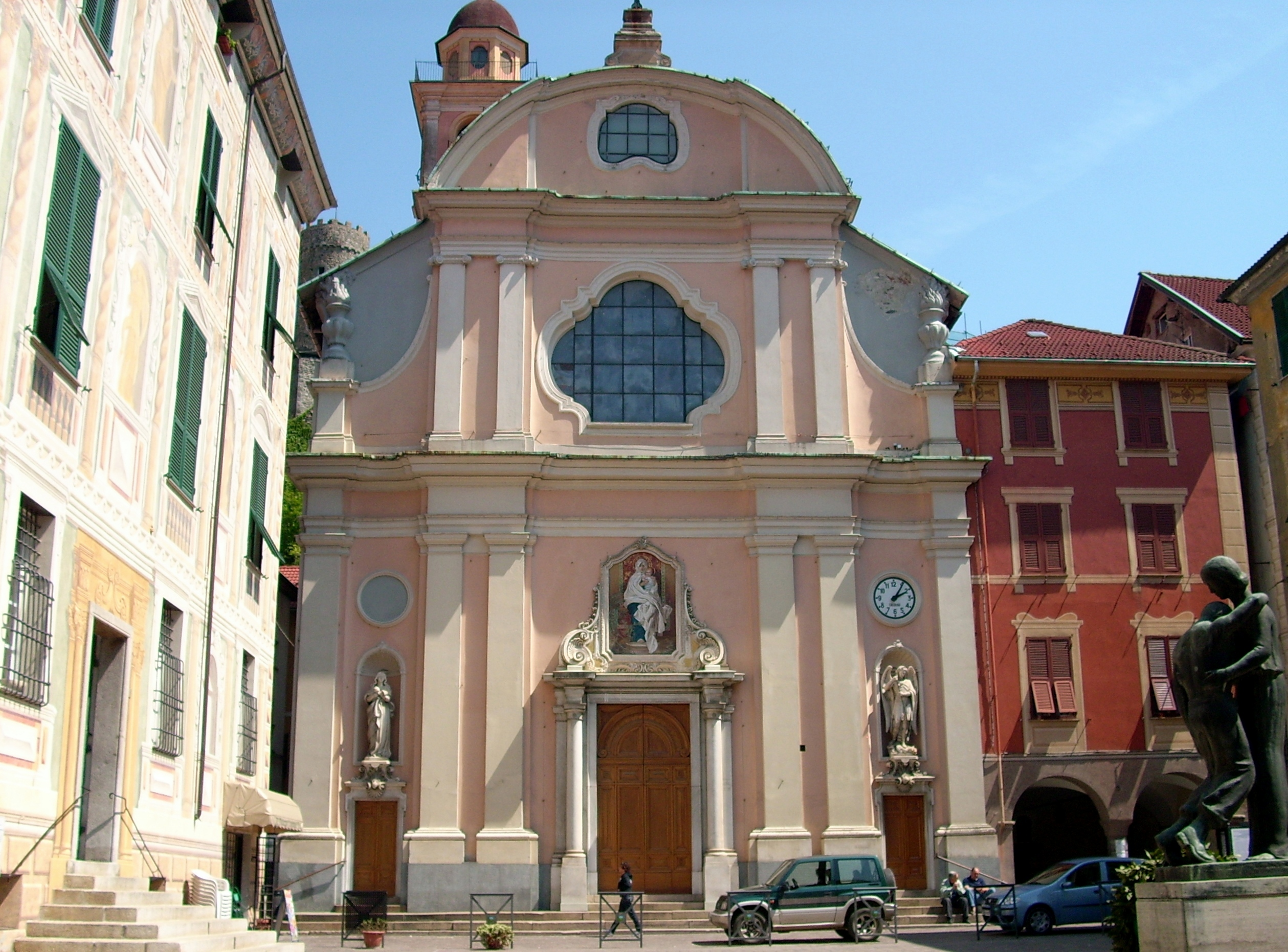
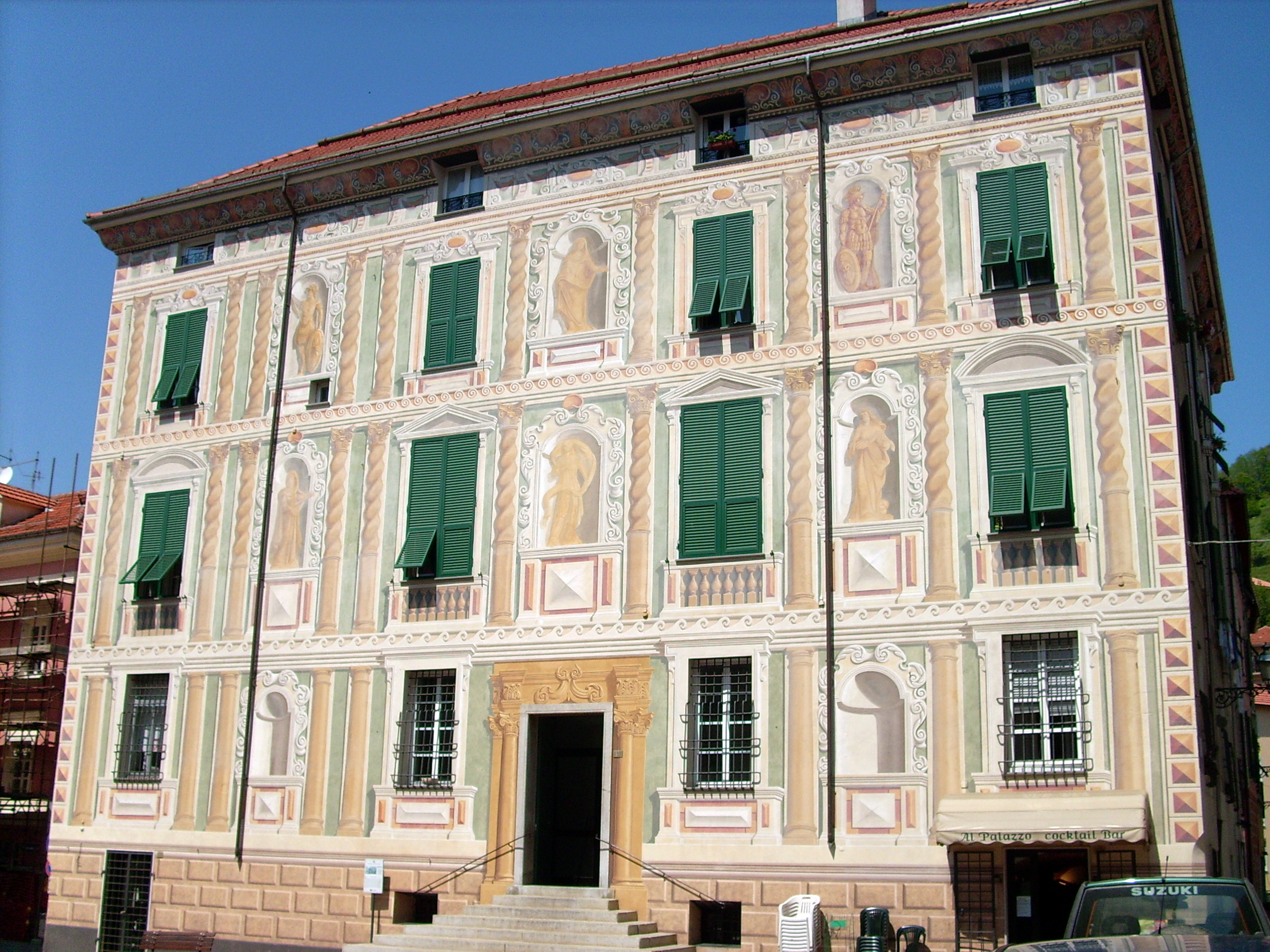
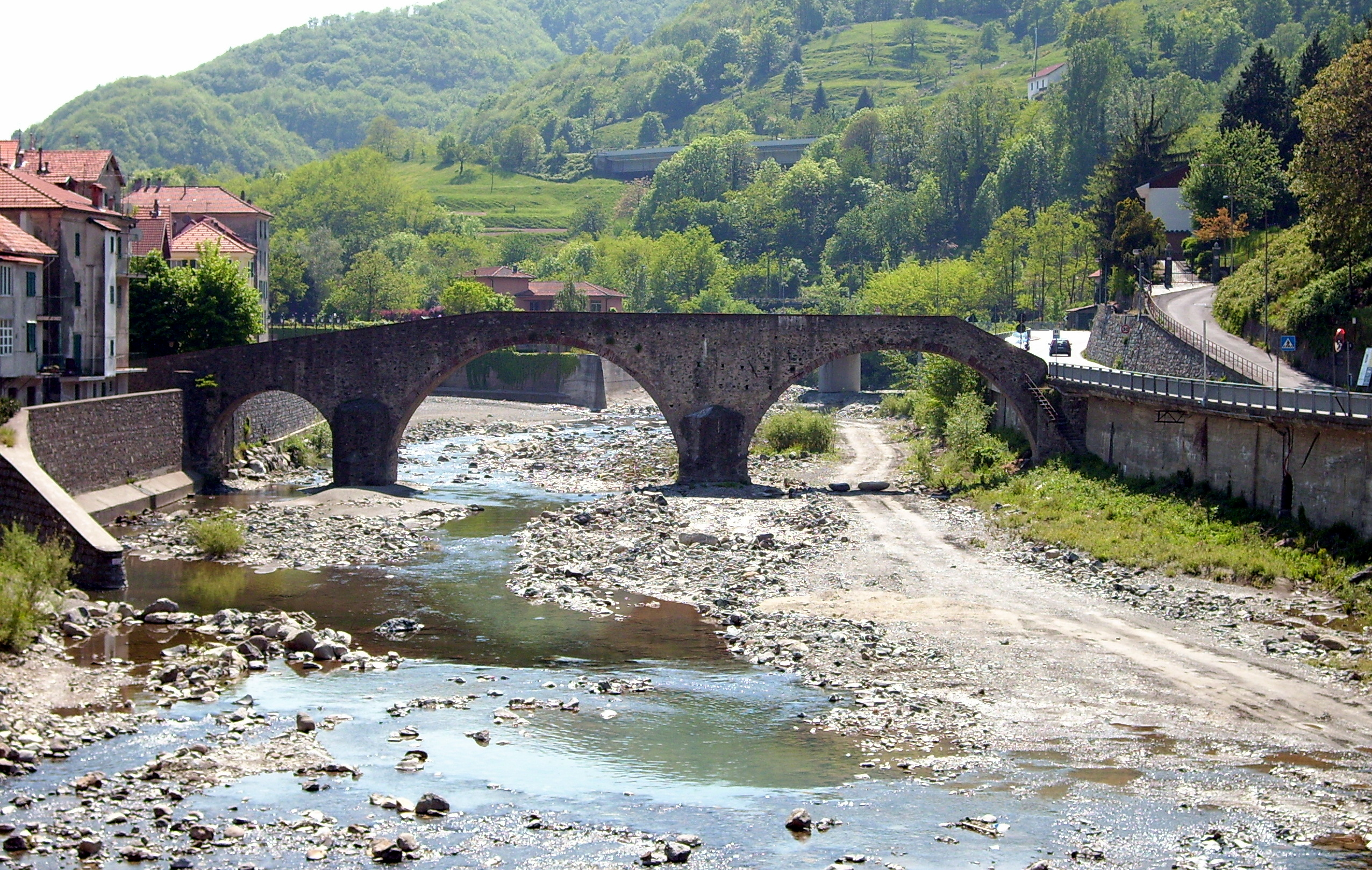
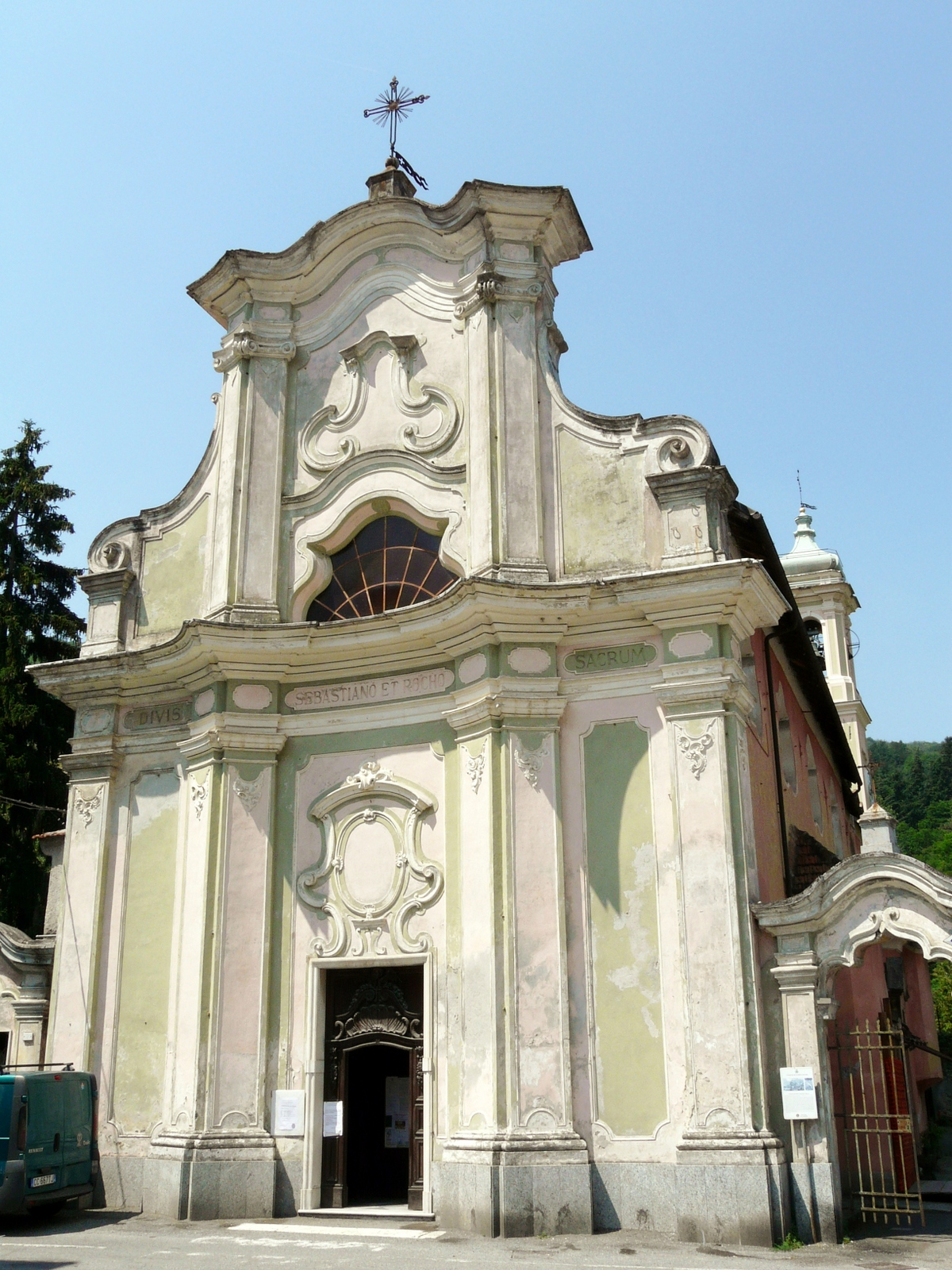
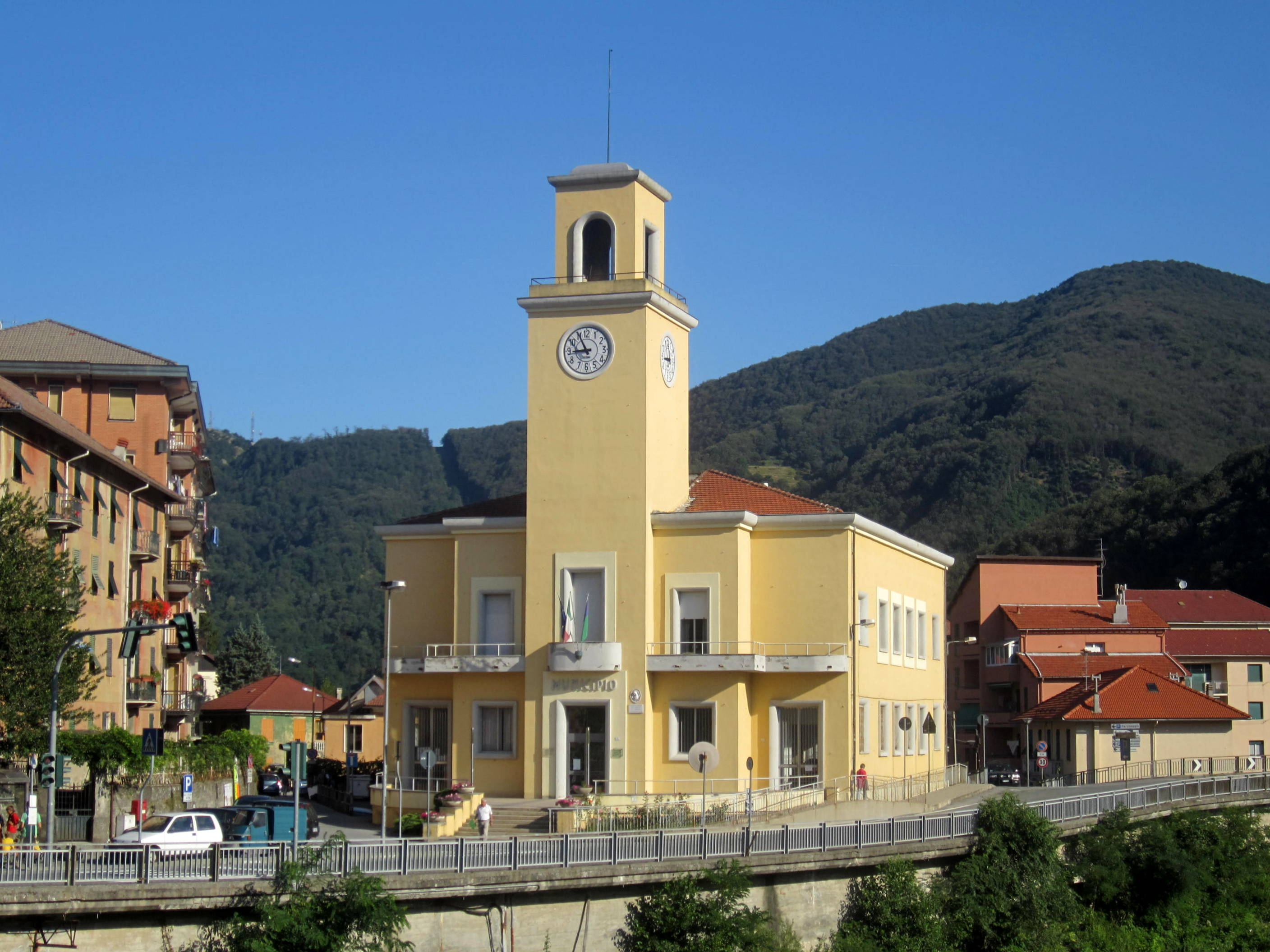
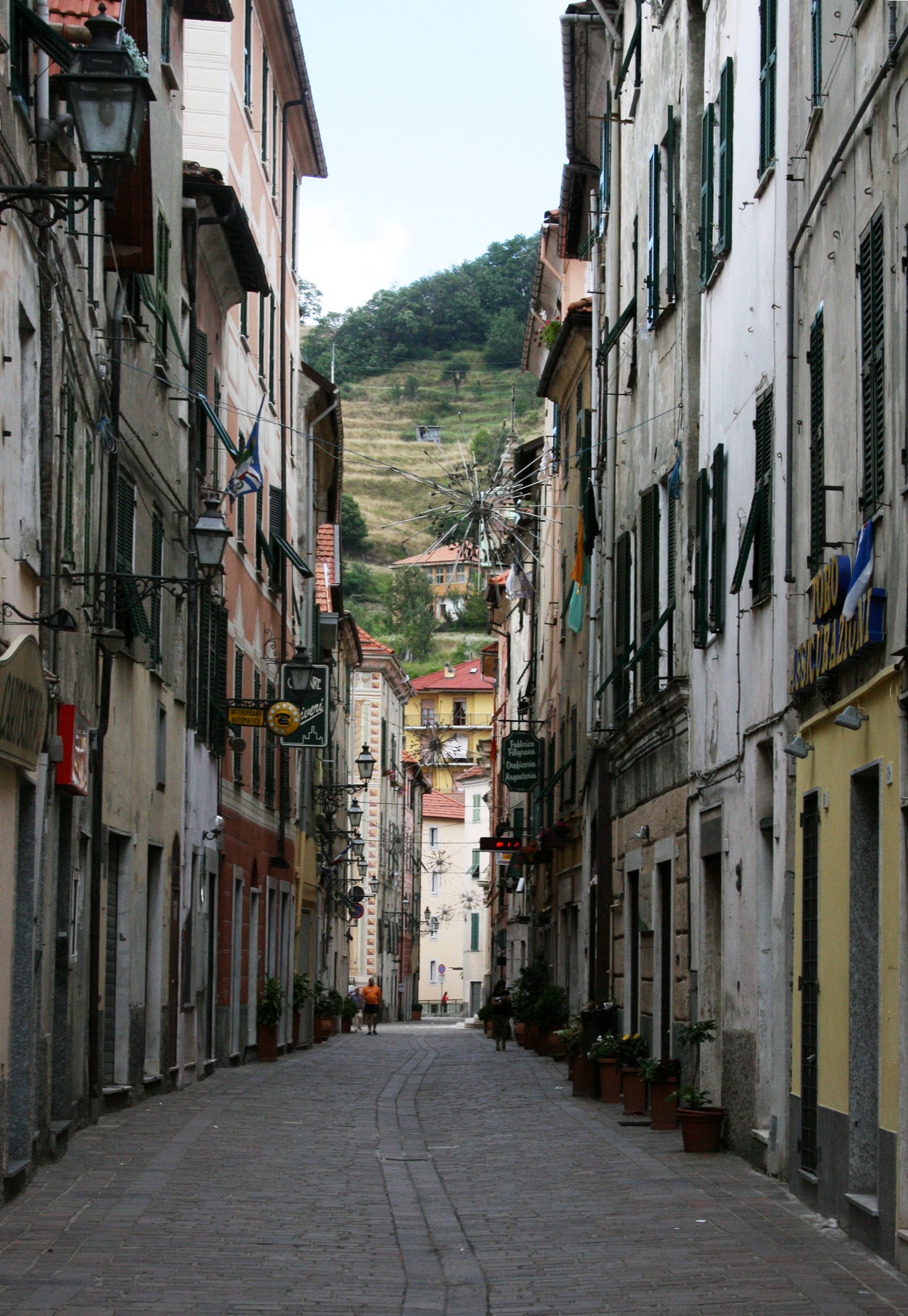